# جبريل بيريز
جبريل بيريز (بالإسبانية: Gabriel Pérez)‏ هو لاعب كرة قدم أوروغواياني، ولد في 29 مارس 1995 في كولونيا ديل ساكرامنتو في الأوروغواي. لعب مع مونتيفيديو واندررز.

## وصلات خارجية
- جبريل بيريز على موقع قاعدة بيانات كرة القدم.إي يو (الإنجليزية)
- جبريل بيريز على موقع Soccerway.com (الإنجليزية)